# Lepidodactylus magnus
Lepidodactylus magnus är en ödleart som beskrevs av  Brown och PARKER 1977. Lepidodactylus magnus ingår i släktet Lepidodactylus och familjen geckoödlor. Inga underarter finns listade i Catalogue of Life.